# Jessie M. King

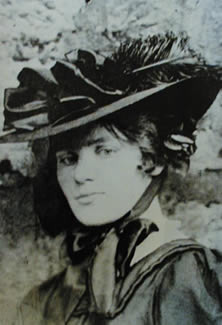
Jessie M. King

Jessie Marion King (Bearsden, 20 maart 1875 - Kirkcudbright, 3 augustus 1949) was een Schots schilder en illustrator van kinderboeken.  
King werd geboren in de buurt van Glasgow. Haar vader was predikant bij de Church of Scotland. Ze begon een opleiding als kunstlerares in 1891 aan het Queen Margaret’s College. In 1892 ging zij naar de Glasgow School of Art. Als student ontving zij al diverse onderscheidingen voor haar werk.
King werd lector in Book Decoration and Design aan de Glasgow School of Art in 1899. Haar eerste boekbandontwerpen ontstonden tussen 1899 en 1902. Zij was beïnvloed door de art nouveau en haar werk straalde dit uit.
Ze werd lid van de Glasgow Society of Artists (1903) en werd dat ook van de Glasgow Society of Lady Artists (1905).
Haar eerste expositie was in de Annan's Gallery in Glasgow (1907) en Bruton Street Galleries, Londen (1905). In 1907 trouwde King met E. A. Taylor en vertrok met hem naar Salford. In 1910 gingen zij naar Parijs waar Taylor professor werd bij de  Tudor Hart's Studios. In 1911 openden King en Taylor de Shearing Atelier School in Parijs. King en Taylor verhuisden in 1915 naar Kirkcudbright en zij werkte daar tot aan haar dood.

## Haar geïllustreerde boeken
- Arnold, The Light of Asia, 1898.
- Mitchell, A. Gordon, vertaler, Jeptha, Alex Gardner, Paisley, 1902.
- Evans, Sebastian, The High History of the Holy Graal, London, J.M. Dent, New York, E.P. Dutton, 1903.
- Fitzgerald, Edward, Rubáiyát of Omar Khayyám, London, George Routledge, New York, E. P. Dutton, 1903.
- Speilmann, Mrs. M. H., Littledom Castle and other Tales, Routledge, 1903.
- Morris, William, The Defence of Guenevere and Other Poems, London and New York, John Lane, 1904.
- Milton, John, Comus. A Masque, London, George Routledge, 1906.
- Poems of Spenser, Jack, Edinburgh, (circa 1906).
- Budding Life, 1906.
- Poems of Shelley, 1907.
- Keats, John, Isabella, or The Pot of Basil, Edinburgh and London, T. H. Foulis, (circa l907).
- Mantegazza, P., The Legend of Flowers, 1908.
- Dwellings of An Old World Town, 1909.
- The Grey City of the North, Edinburgh and London, T. N. Foulis, 1910.
- The City of the West, 1911.
- Ancambeau, E., The Book of Bridges, 1911.
- Ancambeau, E., Ponts de Paris, 1912.
- Hogg, James, Songs of the Ettrick Shepherd, 1912.
- Wilde, Oscar, A House of Pomegranates, London, Methuen, 1915.
- The Little White Town of Never-Weary, London, George Harrap, (1917)
- Good King Wenceslas, 1919.
- Kipling, Rudyard, L'Habitation Forcée, Paris, Rene Kieffer, 1921.
- How Cinderella was able to go to the ball, London, G. T. Foulis, (circa 1924)
- Mummy’s Bedtime Storybook, London, Cecil Palmer, (1929).
- Whose London, (circa 1930).
- All the Year Round, Collins, (circa 1931).
- Corder, Arthur, Our Lady’s Garland, De La More Press, 1934.
- Kirkcudbright, 1934.
- Drummond, Florence, The Fringes of Paradise, London, Frederick Muller, 1935.
- Steele, I., The Enchanted Capital of Scotland, 1945.
- McCardel, J., The Parish of New Kilpatrick, 1949.
- Shelley, Selected Poems, Caxton, ongedateerd.
- Whose Land? The Mortals’ Country, London, Traffic Advertising Agent, ongedateerd.